# Love Kills (Freddie Mercury)
"Love Kills" je prvi samostalni singl britanskog pjevača rock sastava Queen Freddieja Mercuryja, kojeg je objavio pod svojim imenom. (Mercury je naime 1973. objavio samostalni singl "I Can Hear Music / Goin' Back", ali pod pseudonimom Larry Lurex). Singl je objavljen 10. rujna 1984. godine, istog dana kada je objavljen i singl sastava Queen "Hammer to Fall / Tear it Up". Na "B" strani se nalazi "Rotwangs Party". Mercury je napisao pjesmu zajedno s Giorgiom Mordorerom za potrebe moderne verzije filma Metropolis. Singl se popeo na mjesto broj 10. britanske top ljestvice singlova.

## Vanjske poveznice
- Tekst pjesme "Love Kills"  Arhivirana inačica izvorne stranice od 3. rujna 2011. (Wayback Machine)